# Sodom (band)

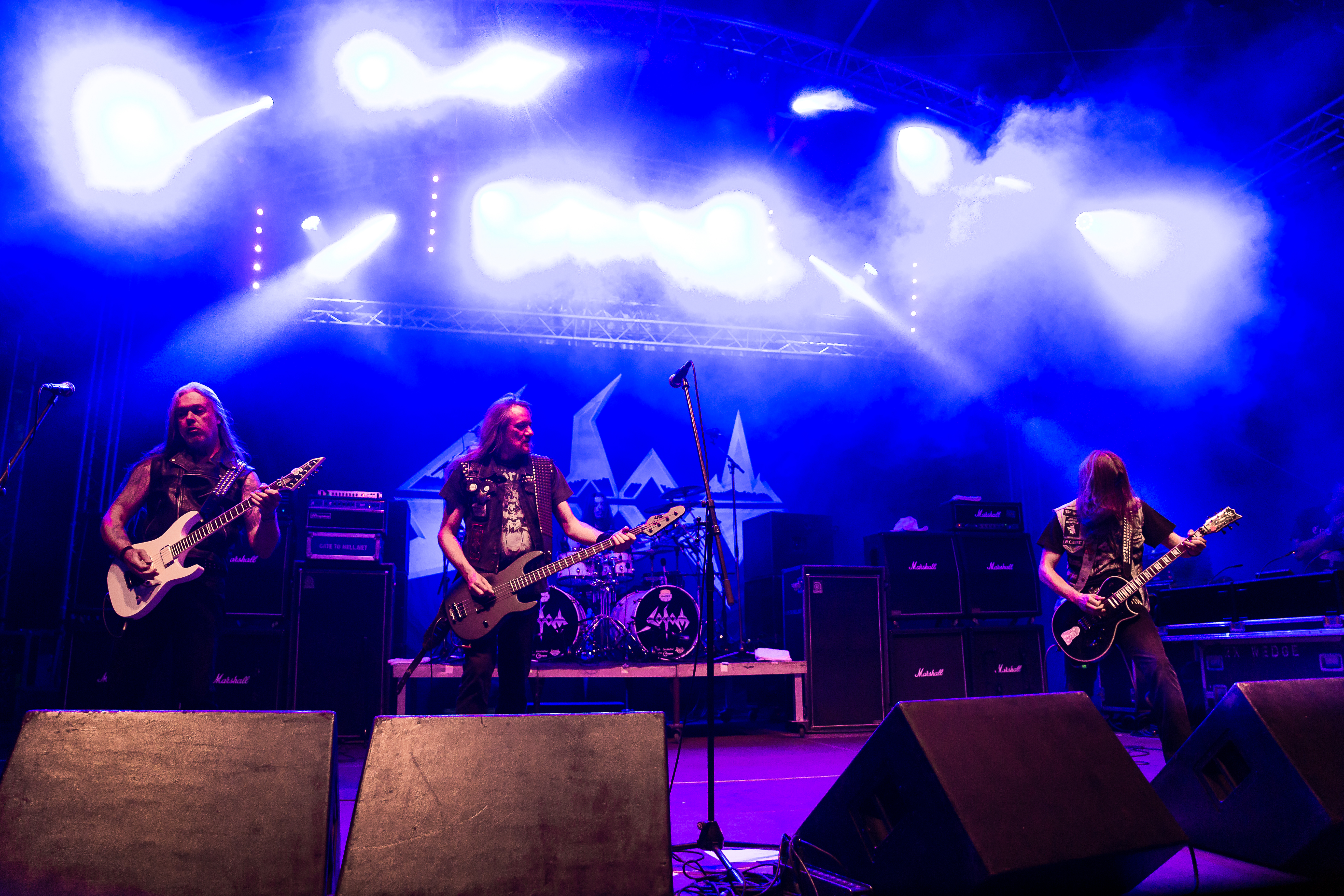
Sodom in 2022

Sodom is een Duitse thrashmetalband, opgericht in 1981. De oorspronkelijke bezetting bestond uit Tom Angelripper (bas en zang), Chris Witchhunter (drums) en Aggressor (gitaar). De muziek van Sodom was geïnspireerd op bands als Motörhead en Venom.
Na verschillende wisselingen in de bezetting bracht Sodom in 1987 het album Persecution Mania uit, wat zorgde voor de definitieve doorbraak van de band. Na het livealbum Mortal Way of Live, bracht het volgende studioalbum Agent Orange grotere bekendheid, ook buiten de Duitse landsgrenzen. Sindsdien staat Sodom bekend als een van de grote Duitse thrashmetalbands, samen met Destruction en Kreator.
Na dit hoogtepunt bracht Sodom nog op regelmatige basis albums uit; in eerste instantie vooral met deathmetalinvloeden, daarna met invloeden uit de hardcore. Het succes was wisselend. Bassist en zanger Tom Angelripper bracht ook enkele soloalbums uit, met metalversies van drankliederen en Duitse schlagers.
Eind 2005 kwam er een nieuw album van Sodom uit. Tevens werd er gewerkt aan een serie dvd's die de geschiedenis van de band in beeld brengt.
Begin 2018 kondigde Angelripper aan te splitten met Kost en Freiwald.

## Bezetting

### Huidige leden
- Tom Angelripper (Thomas Such, Uncle Tom) - zang/bas (Desperados)
- Bobby Schottkowski - drums (ex-Crows, ex-Tom Angelripper)
- Bernemann (Bernd Kost) - gitaar (ex-Crows)

### Voormalige leden
- Aggressor (Frank Testegen) - gitaar (1983-1984)
- Grave Violator (Pepi Dominic) - gitaar (1984-1985)
- Destructor (Michael Wulf) - gitaar (later Kreator) (1985-1986) (overleden in 1993)
- Assator (Uwe Christophers) - gitaar (ex-Darkness (Dui)) (tour in 1986)
- Frank Blackfire (Frank Gosdzik) - gitaar (later Mystic (Bra) en Kreator) (1987-1989)
- Uwe Baltrusch - gitaar (tour in 1989/1990) (ook in Mekong Delta, later House of Spirits)
- Michael Hoffman - gitaar (ex-Assassin (Dui)) (1990)
- Andy Brings - gitaar (later Powergod) (1991-1995)
- Strahli (Dirk Strahlimeier) - gitaar (1995-1996)
- Chris Witchhunter (Christian Dudeck) - drums (1983-1992) (zie ook Destruction en Bathory)
- Atomic Steif (Guido Richter) - drums (later Stahlträger en Assassin (Dui), ex-Sacred Chao, ex-Holy Moses, ex-Living Death, ex-Violent Force) (1992-1996)

## Discografie
- Witching Metal (Demo) 1983
- Victims of Death (Demo) 1984
- In the Sign of Evil (ep) 1984
- Obsessed by Cruelty 1986
- Expurse of Sodomy (ep) 1987
- Persecution Mania 1987
- Mortal Way of Live (livealbum) 1988
- Agent Orange 1989
- Ausgebombt (ep) 1989
- Better Off Dead 1990
- The Saw Is the Law (ep) 1991
- Tapping the Vein 1992
- Aber Bitte Mit Sahne (ep) 1993
- Get What You Deserve 1994
- Marooned Live (livealbum) 1994
- Masquerade in Blood 1995
- Ten Black Years - Best Of 1996
- 'Til Death Do Us Unite 1997
- Code Red 1999
- M-16 2001
- One Night in Bangkok (livealbum) 2003
- Sodom 2006
- The Final Sign of Evil 2007
- In War and Pieces 2010
- Epitome of Torture 2013
- Decision Day 2016
- Genesis XIX 2020